# Mosaïque de cônes
Les mosaïques de cônes sont des décors ornementaux muraux à caractère ostentatoire caractéristiques de l'époque d'Uruk (IVe millénaire av. J.-C.), en Mésopotamie.

## Un décor mural
Les décors ornementaux muraux en mosaïque constituées de cônes sont caractéristiques de l'époque d'Uruk (IVe millénaire av. J.-C.). Dans un assemblage de mortier, des cônes en terre cuite ou en pierre sont insérés contre le parement d'un mur ou d'une colonne à l'aide de crampons en terre cuite. Les cônes sont colorés en rouge, noir ou blanc et forment parfois des motifs géométriques,. Ces mosaïques de cônes avaient des couleurs vives qui devaient être particulièrement chatoyantes au soleil. Les constructeurs mésopotamiens utilisent aussi des cônes creux qui permettent des jeux d'ombre et de lumière.
La succession de cônes de couleurs différentes semble trouver une analogie dans le fonctionnement de la rétine humaine, notamment en ce qui concerne la mémorisation et la reproduction de ces motifs qui ont été assimilés aux pixels modernes. Ces cônes ont également une fonction de protection du matériau du mur, friable puisqu'en terre crue.

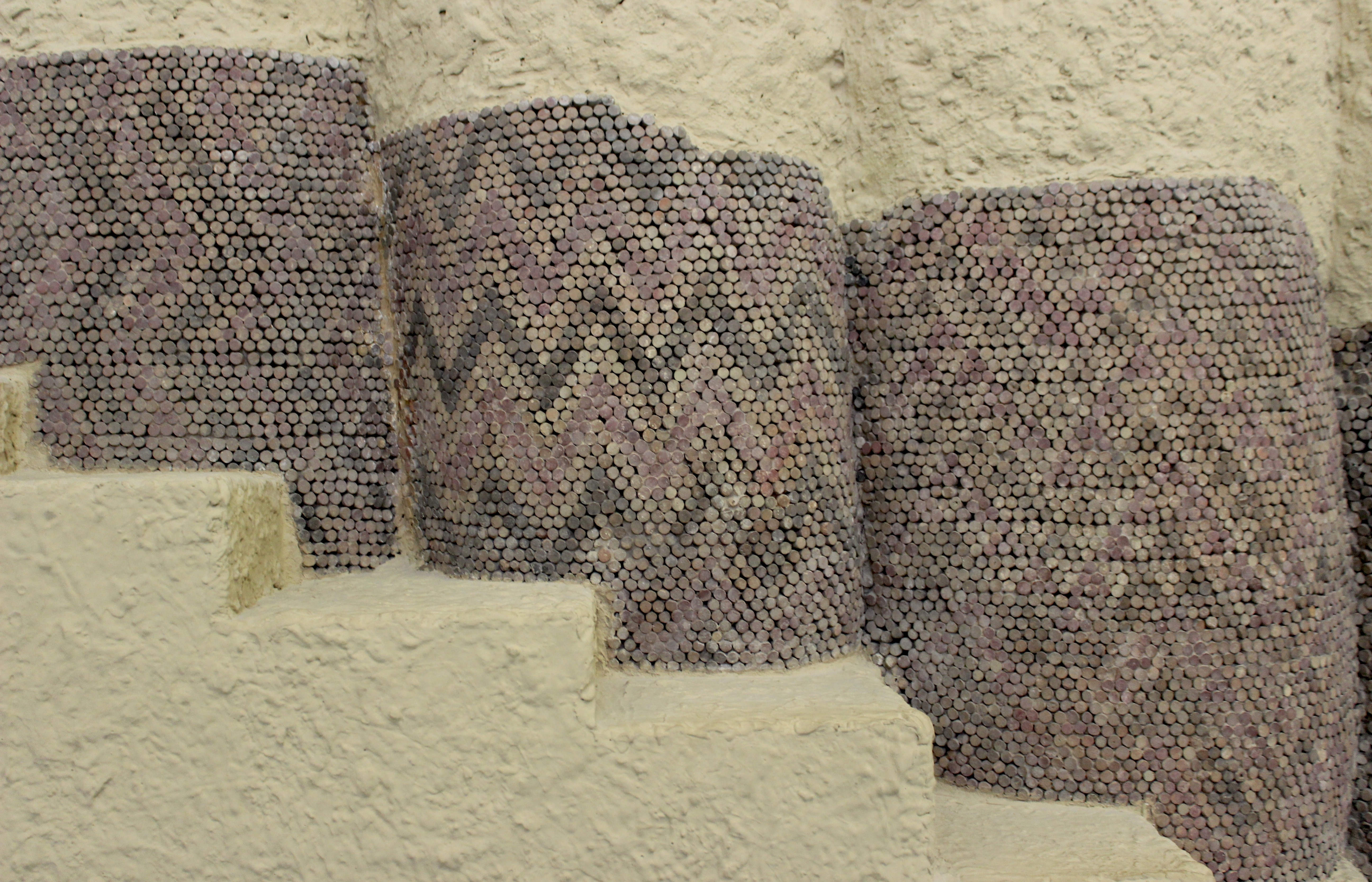
Mosaïque de cônes trouvée à Habuba Kabira (Berlin, musée de Pergame).
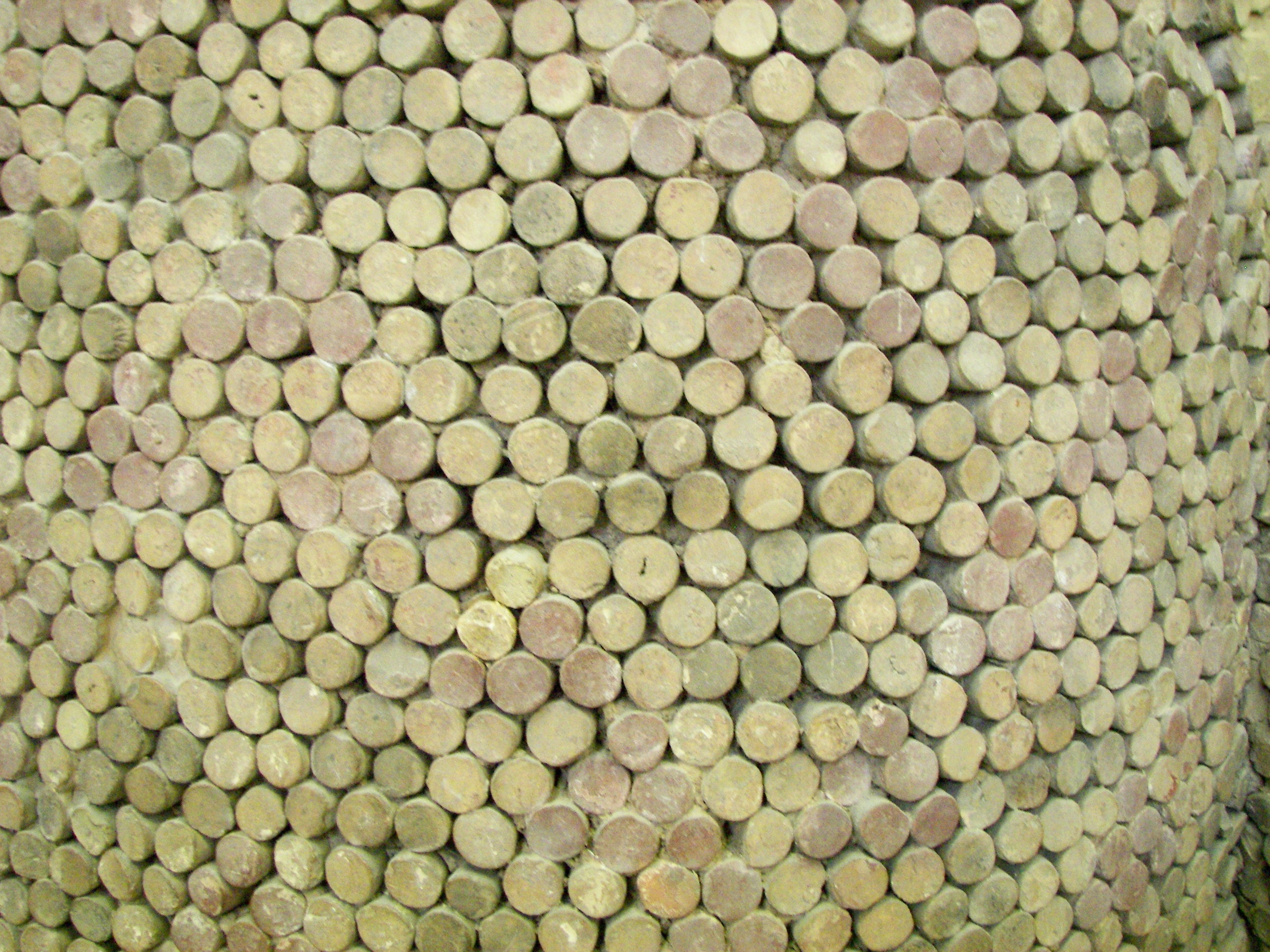
Vue de détail d'une mosaïque de cônes.
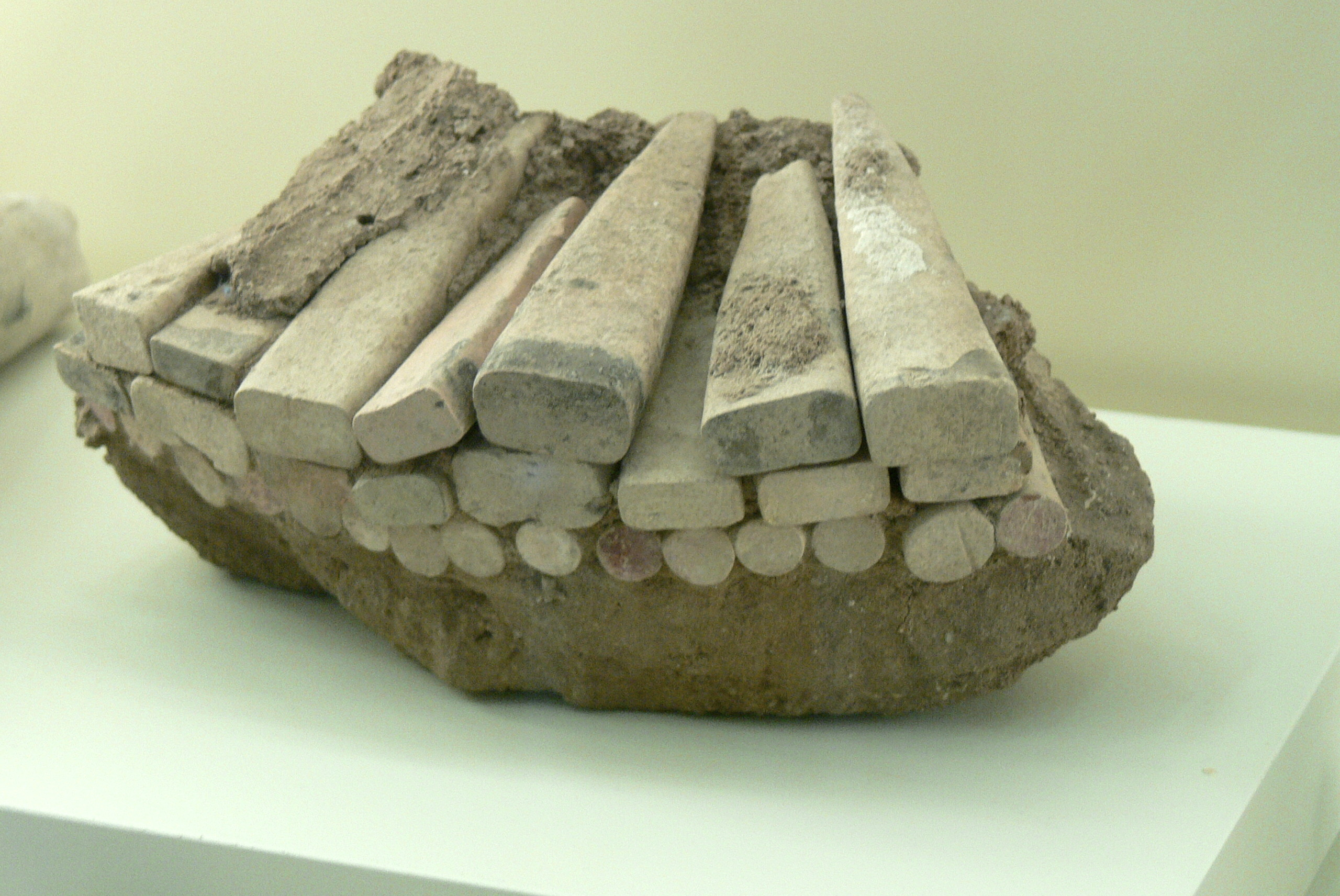
Fragment de mosaïque de cônes (Vorderasiatisches Museum Berlin).
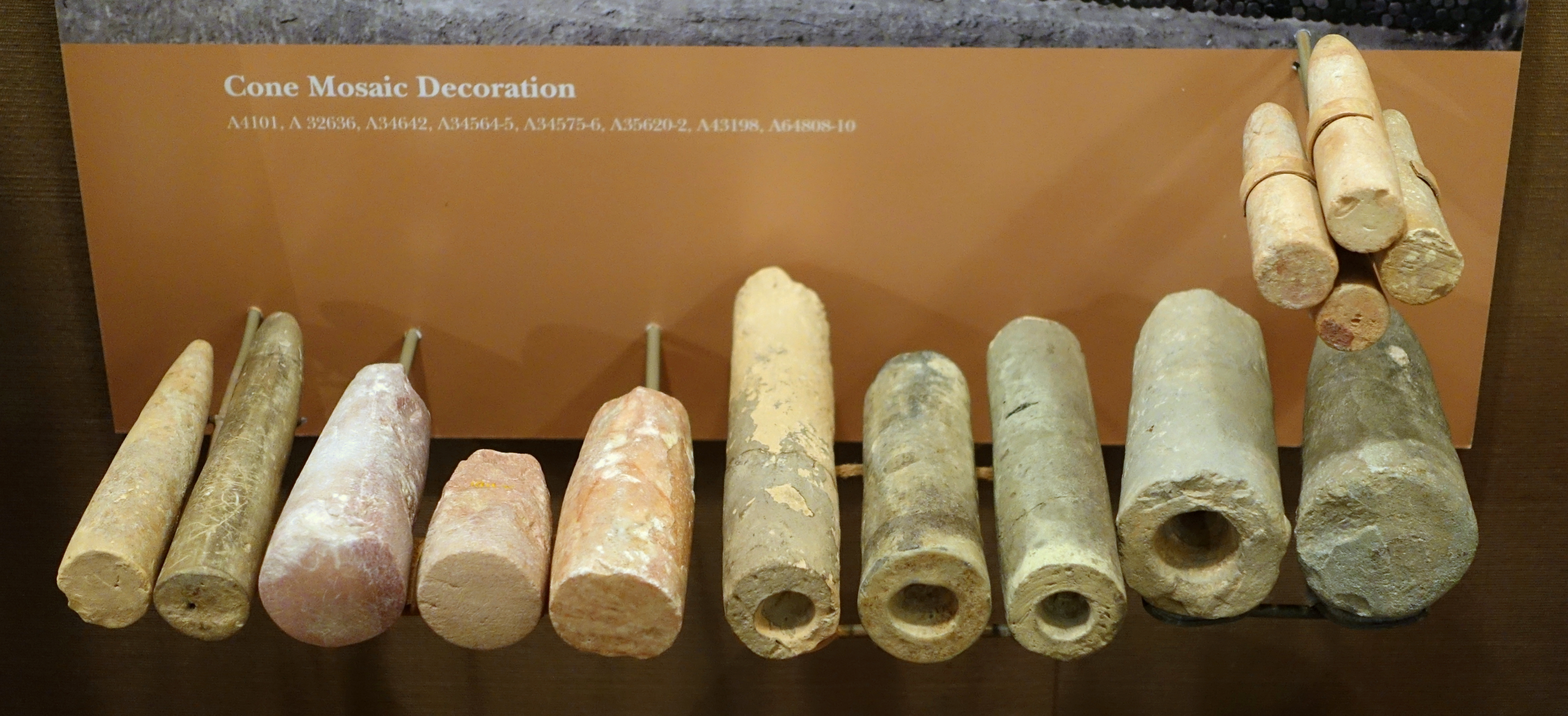
Exemples de différents cônes.

## Un décor caractéristique d'Uruk
Ce décor est particulièrement présent dans la ville d'Uruk, au niveau IV (3300-3100 avant J.-C.),, sur les murs de complexes assimilés à des temples, bien que cette dernière interprétation soit contestée parce qu'on y trouve pas de lieu susceptible d'accueillir une affluence nombreuse.
L'apparition de ce style architectural est mise en relation avec le développement architectural lié à l'apparition de l'État en Mésopotamie. En effet, ces décors sont parfois créés avec des cônes en pierre, matériau particulièrement rare à Uruk, qui nécessite donc des moyens de collecte importants. De plus, les très grands bâtiments ainsi décorés sont des entreprises collectives de grande ampleur, qui sont la manifestation d'une autorité politique.
Du matériel archéologique assimilé aux cônes d'Uruk a été découvert dans le delta du Nil, à Bouto, ce qui impliquerait des relations entre l'Égypte ancienne et Uruk. Toutefois, cette interprétation des vestiges de Bouto est contestée.